# عصمت آتلی
عصمت آتلی (ترکی استانبولی: İsmet Atlı؛ ۱ ژانویهٔ ۱۹۳۱ – ۴ آوریل ۲۰۱۴) کشتی‌گیر آزاد اهل ترکیه بود.